# Politanice
Politanice – wschodnia część miasta Bełchatów w Polsce, w województwie łódzkim, w powiecie bełchatowskim. Rozpościera się w okolicy ulicy Czyżewskiego i jej przecznic.

## Historia
Politanice to dawna wieś, od 1867 w gminie Bełchatówek w powiecie piotrkowskim w guberni piotrkowskiej Od 1919 w woj. łódzkim. 1 stycznia 1925 część folwarku Politanice, położoną między wsią Olsztyn a potokiem bez nazwy, płynącym ze wsi Myszaki wyłączono wraz z Bełchatowem i innymi miejscowościami z gminy Bełchatówek i włączono do restytuowanego miasta Bełchatów.
19 października 1933 utworzyły gromadę o nazwie Politanice w gminie Bełchatówek, składającej się ze wsi, kolonii i folwarku Politanice.
Podczas II wojny światowej Politanice włączono do III Rzeszy.
Po wojnie ponownie w województwie łódzkim i powiecie piotrkowskim. W związku z reorganizacją administracji wiejskiej jesienią 1954, Politanice weszły w skład nowej gromady Bińków, a po jej zniesieniu 31 grudnia 1961 – do gromady Bełchatów. Od 1 stycznia 1956 należały do powiatu bełchatowskiego.
Od 1 stycznia 1973 w nowo utworzonej gminie Bełchatów w powiecie piotrkowskim. W latach 1975–1977 miejscowość należała administracyjnie do województwa piotrkowskiego.
1 lutego 1977 Politanice włączono do Bełchatowa.